# Тетрадрахма

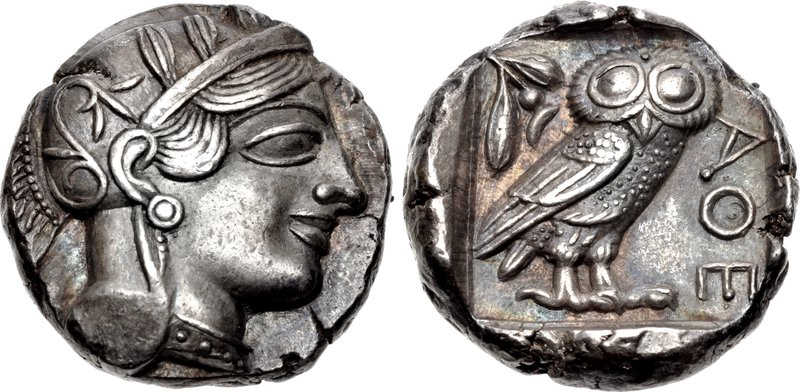
Афинская тетрадрахма, 454-404 гг. до н. э.

Тетрадра́хма (др.-греч. τετράδραχμον) — древнегреческая серебряная монета в 4 (четыре) драхмы. Находилась также в денежном обороте Древнего Рима и Иудеи, равнялась трём римским денариям. Вес от 15,5 грамма (родосская, или финикийско-родосская, монетная система) до 17 граммов (аттическая монетная система). Тетрадрахмы начали чеканить в Афинах около 510 года до н. э.

## Упоминания в литературе
Тетрадрахмами рассчитывается с Иудой первосвященник Каифа в романе Михаила Булгакова «Мастер и Маргарита»